# Leonor Catalina de Zweibrücken
Leonor Catalina del Palatinado-Zweibrücken-Kleeburg (en alemán, Eleonore Katharine von Pfalz-Zweibrücken-Kleeburg; Söderköping, 17 de mayo de 1626-Osterholz, 3 de marzo de 1692) fue prima de la reina Cristina de Suecia y hermana del rey Carlos X Gustavo de Suecia. Después de que su hermano sucediera al trono en 1654, ella y sus hermanos fueron considerados príncipes y princesas reales de Suecia. Como la esposa de Federico de Hesse-Eschwege (1617-1655), fue por matrimonio landgravina de Hesse-Eschwege, y tras la muerte de su marido fue regente y administradora de sus tierras (1655-1692).

## Biografía
Leonor nació en el Castillo de Stegeborg en Östergötland, Suecia, como hija de la princesa Catalina de Suecia y del conde Juan Casimiro del Palatinado-Zweibrücken-Kleeburg. Su madre era medio hermana mayor del rey Gustavo II Adolfo de Suecia y la primogénita del rey Carlos IX. Sus padres, quienes eran primos segundos, vivían Suecia desde 1622, y Leonor y sus hermanos, incluyendo a su hermana, María Eufrosina, crecieron en Suecia como hermanos de su prima, Cristina de Suecia. Leonor era tan solo siete meses más mayor que Cristina y tenían el mismo tutor, Johannes Matthiæ.
Las negociaciones sobre su matrimonio con el landgrave Federico de Hesse-Eschwege, hijo del landgrave Mauricio de Hesse-Kassel, comenzaron en 1643. El landgrave era primo segundo de sus padres y nueve años mayor. El proceso de negociación resultó difícil, pero fue completado en junio de 1646. Le fue otorgada una fortuna de 20.000 gulden por parte de su padre. El matrimonio tuvo lugar en el castillo Tre Kronor en Estocolmo, el 6 de septiembre de 1646.
Tras la boda, Leonor confesó ante su esposo, "arrodillada", que había tenido una aventura con un actor francés de nombre Beschon y que estaba embarazada. Federico decidió actuar como si nada hubiera pasado y ocultar ese hecho, pero se volvió un escándalo conocido. Beschon le escribió una composición a Leonor junto a una carta el 28 de febrero de 1647, pero ella se la dio a su hermano; este documento se conserva como parte de la colección de Stegeborg. En 1648, se refirió a la doncella de la reina, Margareta Brahe, como su "más querida protección", ya que Margareta Brahe la había defendido cuando dio a luz a su hijo ilegítimo.
El matrimonio fue descrito como infeliz. Federico participó en la Segunda Guerra Nórdica en Polonia, donde fue asesinado de un disparo en 1655. Leonor nunca se volvió a casar. Se dice que estaba demasiado avergonzada por el escándalo con Beschon como para volcer a la corte sueca, así que prefirió vivir en Osterholz, donde abrió una farmacia y contrató al doctor de la ciudad. Leonor fue la administradora y regente de las posesiones de su esposo en el Sacro Imperio Romano Germánico. Leonor mandó a su hija, Juliana, a la corte sueca para que fuera educada ahí, donde se esperaba que fuera la futura esposa de Carlos XI hasta que se quedó embarazada en 1672. Leonor visitó Suecia de vez en cuando: en 1661, en 1674 y en 1681. Durante su visita en 1674, Lorenzo Magalotti la describió como "una malvada, vanidosa, extraña, orgullosa y melancólica mujer" que pasaba la mayor parte de su tiempo en devociones piadosas.
Leonor murió en Osterholz, en Bremen (en la actualidad Alemania) y fue enterrada en Altstädter Kirche en Eschwege.
Algunos descendientes notables suyos son el emperador Guillermo II de Alemania; el zar Nicolás II de Rusia; la reina Victoria del Reino Unido; el príncipe Carlos de Gales; y el actual rey de Suecia, Carlos XVI Gustavo.

## Descendencia
- Margarita (Erfurt, 31 de marzo de 1647-ibidem, 19 de octubre de 1647).
- Cristina (Kassel, 30 de octubre de 1649-Bevern, 18 de marzo de 1702), se casó en 1667 con el duque Fernando Alberto I de Brunswick-Luneburgo-Bevern.
- Isabel (Eschwege, 7 de abril de 1650-ib., 27 de abril de 1651).
- Juliana (Eschwege, 14 de mayo de 1652-IJsselstein, 20 de junio de 1693), casada en 1680 con Johann Jakob Marchand, barón de Lilienburg.
- Carlota (Eschwege, 3 de septiembre de 1653-Bremen, 7 de febrero de 1708), se casó primero en 1673 con el príncipe Augusto (hijo del duque Augusto de Sajonia-Weissenfels), y en segundas nupcias en 1679 con Juan Adolfo, conde de Bentheim-Tecklenburg (divorciados en 1693).
- Federico (Eschwege, 30 de noviembre de 1654-ib., 27 de julio de 1655), príncipe heredero de Hesse-Eschwege.